# Boholdoyidae
Boholdoyidae  (лат.) — вымершее семейство длинноусых двукрылых, в котором описано четыре вида из трёх родов.

## География
На сегодняшний день известны только четыре вида, найденные в отложениях мезозоя в Сибири и Германии.

## Систематика
Описанное семейство в 1985 году, Ковалёвым, включало единственный род Boholdoya. Позже в 1990 году Ковалёв добавил род Daiamyia. На июль 2025 год в состав семейства включают 4 вида из 3 родов:
- Boholdoya Kovalev in Kalugina & Kovalev, 1989[2]
  - Boholdoya alata Kovalev in Kalugina & Kovalev, 1985 — Россия (Сибирь), нижний и средний юрский период[2]
  - Boholdoya thoracica Kovalev, 1990 — Россия (Сибирь) (верхний юрский период)[2]
- Daiamyia Kovalev, 1990[2]
  - Daiamyia discifera Kovalev, 1990 — Россия (Сибирь), верхний юрский период и нижний меловой период[2]
- Dohloboyia Lukashevich and Ansorge 2024
  - Dohloboyia triassica Lukashevich and Ansorge 2024 — Германия, триасовый период[3]